# ふるさと高岡
「ふるさと高岡」（ふるさとたかおか）は、富山県高岡市が制定した市民歌である。作詞・林真理子、作曲・三枝成彰。

## 解説
高岡市では1946年（昭和21年）に「高岡市民の歌」（作詞：藤沢克巳、作曲：室崎琴月）を制定していたが、平成の大合併において西礪波郡福岡町と新設合併した際に合併協議会で市民歌の扱いは「新市において定めるものとする」と取り決められたことを受け、2005年（平成17年）を以て失効・廃止された。

### 作成・発表
旧市が制定した「高岡市民の歌」の失効・廃止以降（新）高岡市では10年間にわたり市民歌を有しない「空白期」が続いていたが、2015年（平成27年）の合併10周年を機に新市民歌を制定する方針を表明し、2014年（平成26年）11月から全国を対象に歌詞の懸賞募集を実施した。翌年3月に優秀作品3篇が選定されたが、入選作として採用されたものは無くこの3篇のフレーズを基に小説家の林真理子がまとめる形で作詞されている。作曲は懸賞募集の段階から作曲家の三枝成彰に依頼することが発表されており、同年11月1日に合併10周年記念式典の席上で初演奏が行われた。
あいの風とやま鉄道では、高岡市内の3駅（高岡やぶなみ駅、西高岡駅、福岡駅）で「ふるさと高岡」を接近メロディに使用している。

### 廃止要求
制定から3年後の2018年（平成26年）8月、富山県内で活動する市民団体「シャキッと富山35」が本楽曲の2番で「御車山を曳いてくる 男たちのりりしさ あなたの父も兄もいる」とする歌詞は「男性のみを賛美しており、男女共同参画社会実現の趣旨にに反するものである」として廃止を要求し、高岡市男女平等問題処理委員会へ苦情処理を申し立てた。作詞者の林は取材に対して市側から要請があれば歌詞の修正に応じる姿勢を見せていたが、委員会では10月31日に「歌詞には『旅する人』『愛する人』といった男女を問わない表現があり、女性のことがまったく謳われていないとはいえない」として「廃止は不要」と結論付け、この申し立てを却下している。

### あなたの「ふるさと高岡」
2019年（平成31年）2月になり、市では翌2020年（令和2年）の合併15周年記念事業として『あなたの「ふるさと高岡」』と題し、既存の旋律に合わせた歌詞を募集することを発表した。記者会見で高橋正樹市長は「もともと発展させることを考えていた歌で、市民団体の要求と歌詞の募集は関係ない」として応募作品を既存の歌詞に増補するかなどの対応を採るかについては「未定」としていた。
『あなたの「ふるさと高岡」』の応募作品は34篇が市の公式サイト上で紹介されているが、優秀作品の表彰等は特に行っていない。